# Ráfol de Salem
Ráfol de Salem (em castelhano e oficialmente) ou el Ràfol de Salem (em valenciano) é um município da Espanha na província de Valência, Comunidade Valenciana. Tem 4,3 km² de área e em 2021 tinha 449 habitantes (densidade: 104,4 hab./km²).

## Demografia
| Variação demográfica do município entre 1991 e 2004 | Variação demográfica do município entre 1991 e 2004 | Variação demográfica do município entre 1991 e 2004 | Variação demográfica do município entre 1991 e 2004 |
| --------------------------------------------------- | --------------------------------------------------- | --------------------------------------------------- | --------------------------------------------------- |
| 1991                                                | 1996                                                | 2001                                                | 2004                                                |
| 372                                                 | 377                                                 | 369                                                 | 389                                                 |